# 후추등
후추등 또는 바람등칡(학명: Piper kadsura 피페르 카드수라[*])은 후추과에 속하는 상록활엽덩굴식물이다.

## 분포
한국과 일본, 중국, 타이완의 동아시아에 분포한다.